# Rügen TV
Rügen TV ist ein privater Fernsehsender der Insel Rügen. Der Sender informiert über aktuelle Geschehnisse aus Gesellschaft, Politik, Wirtschaft, Kultur und Sport und kann über das Kabelnetz der Insel empfangen werden – sowohl analog, als auch digital. Bei 18.578 Kabelanschlüssen können 45.000 Zuschauer (technische Reichweite) die wöchentlich aktualisierte Sendung am heimischen Fernsehgerät schauen. Weiterhin wird die Internetseite regelmäßig gepflegt und wöchentlich aktualisiert.

## Geschichte
Bis zum 31. Dezember 2010 bestand der Ausbildungssender rügencampus tv & Medienproduktion, der durch Fördermittel finanziert wurde. Die Lizenz für regionales Fernsehen wurde ab dem 1. Januar 2011 von Thomas Eggers übernommen, im März 2011 jedoch wieder abgegeben. Mit der Gründung von Rügen TV fand eine Neuausrichtung des regionalen Senders zur Vermarktung in touristischen Bereichen statt. Ab dem Juni 2011 war Rügen TV eine Firma der Inselfernsehen Betriebsgesellschaft mbH & Co. Kg und eine Tochtergesellschaft der Mediengruppe Nordkurier. Derzeit ist Rügen TV ein Bestandteil der MeckPomm GmbH & Co. KG. Geschäftsführer ist Heinz Merkel.

## Der Sender
Rügen TV produziert in Stralsund in den Räumen der FAS GmbH am alten Markt. Die ehemaligen Produktionsräume befinden sich in der Innenstadt in Bergen auf Rügen. Das Team besteht aus einem Redakteur und einem Mediengestalter. Der Sender bildet momentan zusammen mit FAS – Fernsehen am Strelasund drei Auszubildende für den Lehrberuf Mediengestalter Bild und Ton aus.

## Programm
Das Rügen TV-Team produziert wöchentlich eine Sendung von 25 Minuten die sich „Insel&Meer“ nennt. Fester Bestandteil einer jeden Sendung ist ein kurzer Nachrichtenblock. Die Produkte, die der Sender anbietet, reichen von PR-Filmen und Werbespots in verschiedener Länge, über Patronate bis hin zu Werbetafeln.

## Formate
Neben der wöchentlich erscheinenden Sendung „Insel&Meer“ erscheinen auch regelmäßig die Formate „Wirtschaftsfenster“, „Inside Sport“ und ein aktualisierter Veranstaltungskalender.